# Liesje Poons
Elisabeth Cornelia (Liesje) Poons (Amsterdam, 1 juli 1922 -) was een Nederlands zangeres actief binnen de lichte muziek.
Ze was dochter van zanger Sylvain Poons en Elisabeth Geijs. Zelf trouwde ze Louis/Lou van Maaren, die contrabas speelde.
Liesje Poons stond al vroeg op de planken in het theater van haar vader aan de Plantage Franschlaan (Henri Polaklaan). Tevens won ze een prijs van een bal masqué gehouden in Theater Bellevue in 1932 georganiseerd door Stella Star. Het evenement werd vastgelegd door het Polygoonjournaal. Ze zong in 1937 in haar eerste revue, plaats van handeling was de Plantage Schouwburg, ooit bestuurd door haar grootvader Sam Poons. In 1939 zong ze in Theater Tuschinki op een galabijeenkomst naar aanleiding van de Nederlandse première van de film Gunga Din van George Stevens. Vlak daarna gevolgd door een optreden als lady-crooner in Cabaret-Dansant  La Gaite In 1940 haalde ze het podium van Theater Carré in de revue-operette No, no Nanette. Ook tijdens de Tweede Wereldoorlog kon ze blijven optreden, zoals in 1943 in zaal Jon Juan aan het Muntplein 10; ze werd begeleid door het orkest van Tony Dijkman; dezelfde avond speelde er Eddy Christiani.  In datzelfde jaar stond ze op 13 en 14 juni in het Concertgebouw met het dansorkest van Theo Uden Masman waarbij ook Harry Pohl, Jan Mol, het Miller Quintet, Sanny Day en Jan Doedel optraden. I n 1946 was ze frequent te horen op de Nederlandse radio; ze zong toen bij het orkest van Carlo Carcassola. In 1950 zat ze nog in hetzelfde beroep; ze trad in Amsterdam op in Bar-Cabaret-Dancing Caliënte (Lijnbaansgracht 241-242) met het orkestje van die gelegenheid onder leiding van Juup de Boo; ook danseres Marion Versteijnen trad toen op. Ze trad tot eind jaren vijftig meerdere keren in die gelegenheid op. Daarna werd het stil rond Liesje Poons. In 1977 dook haar naam ineens op, wanneer er voor een jubileum van het Miller Sextet een overzicht wordt gemaakt van alle deelnemende zangeressen.
In 1985 kwam ze weer in het nieuws wanneer haar vader overlijdt. Ze had (vermoedelijk als gevolg van een echtscheiding) ongeveer twintig jaren niet met haar vader gesproken. Bij de publicatie van het boek Privé Geheimen (rond 1976) van Henk van der Meijden, belde ze hem eindelijk weer eens op; hij had in haar ogen gelogen, dat hij veertig jaar getrouwd was geweest, echter verzuimd had mee te delen dat hij zijn gezin in 1939 had verlaten.